# بيتر شور
بيتر ويليستون شور (بالإنجليزية: Peter Shor) (من مواليد 14 أغسطس 1959) هو أستاذ أمريكي للرياضيات التطبيقية في معهد ماساتشوستس للتقنية. اشتهر بفضل عمله على الحاسوب الكمومي، وبالتحديد لابتكاره خوارزمية شور.

## الجوائز والتكريم
- جائزة الملك فيصل العالمية للعلوم (2002)[9]
- جائزة الفيزياء الأساسية (2023). [10]